# Руденко, Иван Сергеевич
Иван Сергеевич Руденко (4 октября 1922, Лобойково — 15 февраля 2017) — советский учёный-генетик и селекционер плодовых культур. Доктор биологических наук, профессор, заслуженный деятель науки Молдавской ССР. Ученик и соратник Владимира Алексеевича Рыбина.

## Биография
Родился в селе Лобойково Даниловского района Волгоградской области. Окончил 3 курса Михайловского педагогического училища и ускоренный курс Первого Краснознамённого Орджоникидзевского военно-пехотного училища (апрель-ноябрь 1941).
Участник войны с декабря 1941 года, командир взвода, затем роты. В августе 1944 года комиссован после тяжёлого ранения. Награждён орденами Красной Звезды, Отечественной войны I степени.
Окончил факультет плодоводства Крымского сельскохозяйственного института (1950). В 1951—1954 годах учился в аспирантуре Крымского филиала АН СССР, работал младшим научным сотрудником Крымского филиала АН УССР. В 1956 году защитил кандидатскую диссертацию на тему «Морфолого-анатомическое исследование заложения и развития цветочных почек зимних сортов яблони».
С 1956 года переехал в Кишинев Молдавской ССР вместе с В. А. Рыбиным. Его научная карьера завершилась в должности главного научного сотрудника лаборатории отдаленной гибридизации имени академика В. А. Рыбина Ботанического сада АН Молдовы. С 1982 года руководил лабораторией отдалённой гибридизации растений.
Награждён орденом Трудового Красного Знамени.
В 2002 году получил российское гражданство.
Умер 15 февраля 2017 года.

## Научная деятельность
Доктор биологических наук (1979). Диссертация: «Морфология и цитогенетика отдаленных гибридов и полиплоидов плодовых растений»: Дисс. доктора биологических наук : 03.00.05. — Кишинев, 1978. — 470 с.: ил.
Изучал закономерности формирования и развития цветочных почек у яблони, айвы, черешни, кизила. На межродовой генетической основе создал разногеномную популяцию несуществующей в природе новой семечковой плодовой породы: гибрида айвы и яблони (Cydonia × Malus). Им также установлено существование крупноплодной триплоидной алычи, созданы разногеномные гибриды бессея × абрикос для улучшения сливы и абрикоса.
Изучал главную плодовую культуру — яблоню, и её основной недостаток — периодичность плодоношения. Полученные гибриды айва × яблоня обладали признаком одноцветковости, и были фертильными (в частности, тетраплоидные формы завязывали жизнеспособные семена). От различных комбинаций скрещивания гибридов выращено более 2 тысяч сеянцев новой плодовой культуры — цидолюса.

## Научные труды
- Заложение и развитие цветочных почек яблони [Текст] / Молдав. филиал Акад. наук СССР. Ботан. сад. — Кишинев: Штиинца, 1960. — 120 с.
- Мейоз в пыльниках яблоне-айвового гибрида. Цитология и генетика, 1968, т. 2, № 4.
- Гибридизация яблони с айвой. Кишинев, Картя Молдовеняскэ, 1969.
- Хромосомная арифметика академика Рыбина. Техника молодежи, 1972, № 3.
- Отдаленная гибридизация и полиплоидия у плодовых растений [Текст] / Под ред. А. А. Чеботаря. — Кишинев: Штиинца, 1978. — 195 с.
- Осенне-зимнее развитие цветочных почек черешни [Текст] / АН МССР. Ботан. сад. — Кишинев: Штиинца, 1972. — 76 с.
- Кизил: (Биол. основы культуры) / Г. Д. Дудукал, И. С. Руденко; Отв. ред. Т. С. Гейдеман. — Кишинев: Штиинца, 1984. — 94 с.
- Цидолюс новая семечковая плодовая культура // Отдаленная гибридизация и её роль в интенсификации садоводства. — Мичуринск, 1989. — С. 18—27.